# Мытищинский волок из Яузы в Клязьму
Мыти́щинский во́лок из Я́узы в Кля́зьму (Я́узское мы́тище) — волок, существовавший в XII — XIV веках. Именно с него началась история образования города Мытищи.

## История
Из летописи[какой?] известно, что в XII веке из Черниговской земли наиболее короткий путь в Ростово-Суздальскую землю шёл через Оку, Москву-реку, Яузу и Клязьму. Где-то около Мытищ товары перенаправлялись в Клязьму и продолжали дальнейший путь. Существовали также и другие пути, там тоже встречались названия типа «мытище», было, например, сельцо Мытищево. Это свидетельствует о том, что торговую пошлину (мыт) собирали во многих местах, где проходили водные торговые пути.
Позже, когда водные торговые пути стали забрасываться, такие места сбора пошлин получили названия «мытищи», что обозначало, что здесь когда-то взимали мыто. В Ивановской, Ярославской, Новгородской, Киевской, Ровенской и Московской есть населённые пункты с названием Мытищи.
Первое письменное упоминание названия «Яузское мытище» относится к 1454—1460 гг. Историк Степан Веселовский писал о водном торговом пути из Яузы в Клязьму: «По реке Яузе поднимались вверх на лодках до того места, где она поворачивала почти под прямым углом на юг и уходит в большое торфяное болото. Здесь в настоящее время находятся Мытищи. От Мытищ шёл волок километров семь в Клязьму. Перетащенные по суше лодки спускались в Клязьму около существующего ныне селения Городищи. Возле Городища находится Болшево, а на другом берегу Клязьмы, против Болшево, лежит деревня Баскаки. …Яузский мыт давал хороший доход, и для контроля его поступления здесь был посажен ханский баскак. Память об этом осталась в селе Баскаки. В XIV веке Яузский путь был заброшен. На реке Яузе в конце XIV века упоминаются мельницы и мельничные плотины. Когда Яузский путь был заброшен, то… городок стал не нужен, и запустел… на месте городка возникло селение Городище».

## Трасса
Волок мог начинаться из речки Работни, которая впадает в Яузу. Поднявшись по ней несколько сотен метров вверх, суда с товаром останавливались около оврага справа, следы которого видны до сих пор. Здесь происходила разгрузка товара для его перетаскивания, как пишет Степан Веселовский, в Клязьму. В свою очередь, у Клязьмы тоже располагался овраг. Напрашивается вопрос: не являлись ли они искусственными, образующими подобные гавани для остановки лодок? Если это так, то трасса от одного оврага к другому как раз и являлась местом переброски товаров.
В своё время историк прошлого века И. Е. Забелин высказал предположение о другой трассе волока, и отрицать его полностью тоже нельзя. Он полагал, что в верховьях Яузы, где сейчас находится болото, раньше могло быть большое озеро, из которого и начинался волок в Клязьму. В подтверждение этой версии имеются косвенные доказательства. В документах XV века упоминается гать, проложенная от селения Костино в сторону яузского болота. Слово «гать» общеславянского происхождения и обозначает «проход через болото». Но такой путь переброски товаров мог существовать до появления Переяславской (затем Троицкой) дороги, так как с её появлением мост на дороге перекрывал путь судам. Так или иначе, но версия Забелина заслуживает внимания.
Однако первая версия представляется более правдоподобной, основываясь на следующих документальных данных. В XVI веке около Болшево упоминалась пустошь Лошаково. В свою очередь, у речки Работни находилось небольшое селение под тем же названием. Очевидно, не случайно эти селения с одинаковым названием находились у оврагов, предполагаемых перевалочных пунктов из одной реки в другую. В этих селениях могли находиться лошади, которые были необходимы для переброски товаров. Как известно, слово «лоша», то есть «лошадь», на Руси было заимствовано из тюркского языка, с последующим прибавлением суффикса -к, превратившись в слово «лошак». Следовательно, от этого слова и произошло название Лошаково. Это были селения, где держали лошадей для переброски товаров из реки в реку.